# Цинальротхорн
Цинальротхорн (нем. Zinalrothorn) — вершина в Пеннинских Альпах в Швейцарии. Название вершины происходит от деревни Циналь, расположенной у северной стороны горы, и немецкого Rot Horn (дословно Красный рог). Высота вершины 4221 метр над уровнем моря, относительная высота 471 метр.

## Физико-географические характеристики

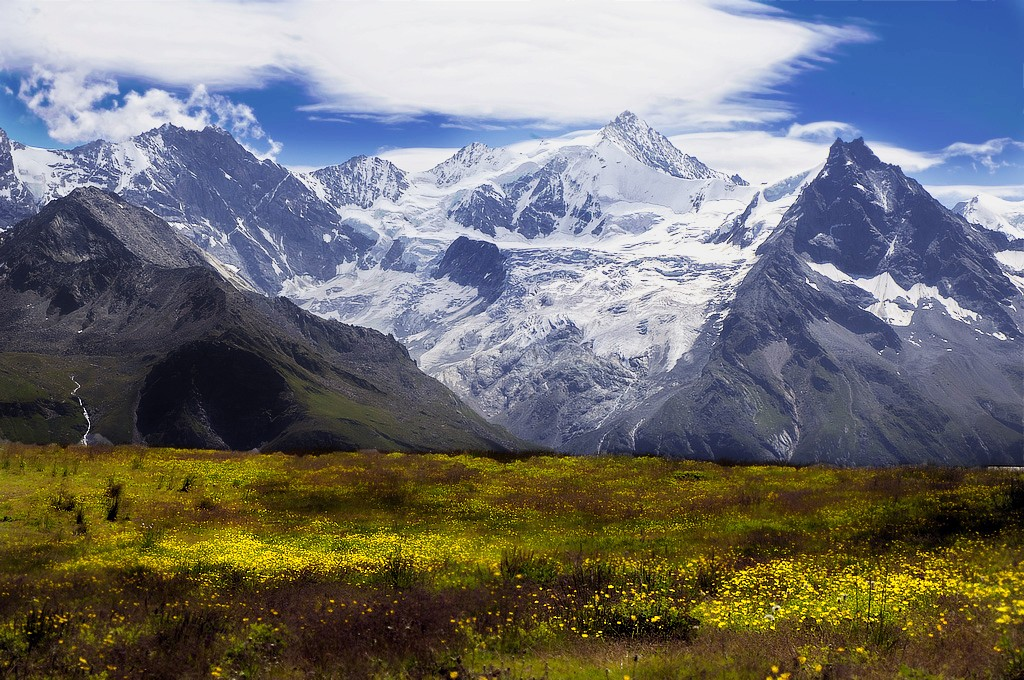
Цинальротхорн с северо-запада

Цинальротхорн расположена на восточной границе долины Маттерталь и западной границе долины Аннивье. В 5 километрах на север от Цинальротхорна лежит вершина Вайсхорн, а в 7 километрах к западу — Дан-Бланш. У западного подножия вершины расположен ледник Циналь (Zinal), на северной стороне — ледник Моминг. На северном хребте лежит вершина Иполь (фр. L’Epaule, Плечо).
Ближайшие населенные пункты к горе — Церматт и Таш (оба на расстоянии примерно 7 километров от вершины). Циналь расположен в 9 километрах на северо-запад.

## История восхождений
Первое восхождение на Цинальротхорн было совершено 22 августа 1864 года по северному хребту Лесли Стивеном и Флоренсом Кроуфордом Гроувом с проводниками Якобом Андереггом и Мельхиором Андереггом. Подъём по леднику Циналь и северному хребту занял у них около 10 часов.
5 сентября 1872 года Клинтон Томас Дент и Джордж Августос Пассингхэм с проводниками Александером Бургенером, Фердинандом Имсенгом и Францем Анденматтеном прошли классический маршрут по юго-восточному хребту, который немного легче северного.
Западная стена (выше ледника Моунтет) была покорена в августе 1878 года Мартином Конвеем, Уильямом Пенхоллом и Г. С. Скривеном с проводниками Фердинандом Имсенгом и Питером и М. Трюфферами.
Юго-западный хребет был пройден в августе 1901 года С. Гроссом с проводником К. Таугвальдером. До этого, 16 сентября 1898 года, Дж. Робинсон с А. Кронигом и П. Перреном совершили спуск по этому маршруту. Первое зимнее восхождение по этому хребту удалось совершить А. Арнольду и М. Щербауму 10 января 1976 года.
Первое зимнее восхождение на Цинальротхорн было совершено 7 февраля 1914 года Марселем Курцем и Т. Фейтазом.
В 1880-х годах Элизабет Хавкинс-Уитшед, первый президент Женского Альпийского клуба совершила два восхождения на вершину в один день. Во время первого восхождения она забыла юбку на вершине, и ей пришлось вернуться за ней.